# Marele Premiu al Azerbaidjanului din 2018
Marele Premiu al Azerbaidjanului din 2018 (cunoscut oficial ca Formula 1 2018 Azerbaijan Grand Prix) a fost o cursă auto de Formula 1 ce s-a desfășurat pe 29 aprilie 2018 în Baku, Azerbaidjan. Cursa a fost cea de-a patra etapă a Campionatului Mondial de Formula 1 din 2018, fiind a doua oară când s-a desfășurat o etapă de Formula 1 în Azerbaidjan.
Pilotul Red Bull Racing Daniel Ricciardo a fost cel care a câștigat cursa de anul trecut. Înaintea cursei, pilotul Ferrari, Sebastian Vettel, s-a aflat pe primul loc în clasamentul general al piloților, având 9 puncte avans față de Lewis Hamilton. În clasamentul constructorilor, Mercedes a avut un punct în fața celor de la Ferrari.

## Calificări
Calificările au avut loc pe 28 aprilie 2018, începând cu ora locală 17:00 UTC+4, ora 16:00 EEST.
| Poz.                  | Nr. | Pilot             | Constructor               | Timpi calificări | Timpi calificări | Timpi calificări | Grila finală |
| Poz.                  | Nr. | Pilot             | Constructor               | Q1               | Q2               | Q3               | Grila finală |
| --------------------- | --- | ----------------- | ------------------------- | ---------------- | ---------------- | ---------------- | ------------ |
| 1                     | 5   | Sebastian Vettel  | Ferrari                   | 1:42,762         | 1:43,015         | 1:41,498         | 1            |
| 2                     | 44  | Lewis Hamilton    | Mercedes                  | 1:42,693         | 1:42,676         | 1:41,677         | 2            |
| 3                     | 77  | Valtteri Bottas   | Mercedes                  | 1:43,355         | 1:42,679         | 1:41,837         | 3            |
| 4                     | 3   | Daniel Ricciardo  | Red Bull Racing-TAG Heuer | 1:42,857         | 1:43,482         | 1:41,911         | 4            |
| 5                     | 33  | Max Verstappen    | Red Bull Racing-TAG Heuer | 1:42,642         | 1:42,901         | 1:41,994         | 5            |
| 6                     | 7   | Kimi Räikkönen    | Ferrari                   | 1:42,538         | 1:42,510         | 1:42,490         | 6            |
| 7                     | 31  | Esteban Ocon      | Force India-Mercedes      | 1:43,021         | 1:42,967         | 1:42,523         | 7            |
| 8                     | 11  | Sergio Pérez      | Force India-Mercedes      | 1:43,992         | 1:43,366         | 1:42,547         | 8            |
| 9                     | 27  | Nico Hülkenberg   | Renault                   | 1:43,746         | 1:43,232         | 1:43,066         | 14           |
| 10                    | 55  | Carlos Sainz Jr.  | Renault                   | 1:43,426         | 1:43,464         | 1:43,351         | 9            |
| 11                    | 18  | Lance Stroll      | Williams-Mercedes         | 1:44,359         | 1:43,585         |                  | 10           |
| 12                    | 35  | Serghéi Sirótkin  | Williams-Mercedes         | 1:44,261         | 1:43,886         |                  | 11           |
| 13                    | 14  | Fernando Alonso   | McLaren-Renault           | 1:44,010         | 1:44,019         |                  | 12           |
| 14                    | 16  | Charles Leclerc   | Sauber-Ferrari            | 1:43,752         | 1:44,074         |                  | 13           |
| 15                    | 20  | Kevin Magnussen   | Haas-Ferrari              | 1:43,674         | 1:44,759         |                  | 15           |
| 16                    | 2   | Stoffel Vandoorne | McLaren-Renault           | 1:44,489         |                  |                  | 16           |
| 17                    | 10  | Pierre Gasly      | Scuderia Toro Rosso-Honda | 1:44,496         |                  |                  | 17           |
| 18                    | 9   | Marcus Ericsson   | Sauber-Ferrari            | 1:45,541         |                  |                  | 18           |
| Regula 107%: 1:49,715 |     |                   |                           |                  |                  |                  |              |
| —                     | 28  | Brendon Hartley   | Scuderia Toro Rosso-Honda | 1:57,354         |                  |                  | 19           |
| —                     | 8   | Romain Grosjean   | Haas-Ferrari              | Fără timp        |                  |                  | 20           |
| Sursa:                |     |                   |                           |                  |                  |                  |              |

Note
- ^1 – Nico Hülkenberg a primit o penalizare de 5 locuri pentru o schimbare neprogramată a cutiei de viteze.[3]
- ^2 – Brendon Hartley și Romain Grosjean nu au obținut un timp în Q1 în limita cerinței de 107% - au concurat prin decizia organizatorilor.[3]

## Cursa
Cursa a avut loc pe 29 aprilie 2018, începând cu ora locală 16:00 UTC+4, ora 15:00 EEST, și a durat 51 de tururi.
| Poz.   | Nr. | Pilot             | Constructor               | Tururi | Timp/Retras     | Grilă | Puncte |
| ------ | --- | ----------------- | ------------------------- | ------ | --------------- | ----- | ------ |
| 1      | 44  | Lewis Hamilton    | Mercedes                  | 51     | 1:43:44,291     | 2     | 25     |
| 2      | 7   | Kimi Räikkönen    | Ferrari                   | 51     | +2,460          | 6     | 18     |
| 3      | 11  | Sergio Pérez      | Force India-Mercedes      | 51     | +4,024          | 8     | 15     |
| 4      | 5   | Sebastian Vettel  | Ferrari                   | 51     | +5,329          | 1     | 12     |
| 5      | 55  | Carlos Sainz Jr.  | Renault                   | 51     | +7,515          | 9     | 10     |
| 6      | 16  | Charles Leclerc   | Sauber-Ferrari            | 51     | +9,158          | 13    | 8      |
| 7      | 14  | Fernando Alonso   | McLaren-Renault           | 51     | +10,931         | 12    | 6      |
| 8      | 18  | Lance Stroll      | Williams-Mercedes         | 51     | +12,546         | 10    | 4      |
| 9      | 2   | Stoffel Vandoorne | McLaren-Renault           | 51     | +14,152         | 16    | 2      |
| 10     | 28  | Brendon Hartley   | Scuderia Toro Rosso-Honda | 51     | +18,030         | 19    | 1      |
| 11     | 9   | Marcus Ericsson   | Sauber-Ferrari            | 51     | +18,512         | 18    |        |
| 12     | 10  | Pierre Gasly      | Scuderia Toro Rosso-Honda | 51     | +24,720         | 17    |        |
| 13     | 20  | Kevin Magnussen   | Haas-Ferrari              | 51     | +40,663         | 15    |        |
| 14     | 77  | Valtteri Bottas   | Mercedes                  | 48     | Pană de cauciuc | 3     |        |
| Ab     | 8   | Romain Grosjean   | Haas-Ferrari              | 42     | Accident        | 20    |        |
| Ab     | 33  | Max Verstappen    | Red Bull Racing-TAG Heuer | 39     | Coliziune       | 5     |        |
| Ab     | 3   | Daniel Ricciardo  | Red Bull Racing-TAG Heuer | 39     | Coliziune       | 4     |        |
| Ab     | 27  | Nico Hülkenberg   | Renault                   | 10     | Accident        | 14    |        |
| Ab     | 31  | Esteban Ocon      | Force India-Mercedes      | 0      | Coliziune       | 7     |        |
| Ab     | 35  | Serghéi Sirótkin  | Williams-Mercedes         | 0      | Coliziune       | 11    |        |
| Sursa: |     |                   |                           |        |                 |       |        |

Note
- ^1 – Kevin Magnussen a primit 10 secunde la timpul înregistrat pentru că a cauzat o coliziune evitabilă.
- ^2 – Valtteri Bottas s-a retras din cursă dar a fost inclus în clasament întrucât a parcurs 90% din distanța parcursă de câștigător.

## Clasamentele campionatelor după cursă
|   | Poz. | Pilot            | Puncte |
| - | ---- | ---------------- | ------ |
| 1 | 1    | Lewis Hamilton   | 70     |
| 1 | 2    | Sebastian Vettel | 66     |
| 2 | 3    | Kimi Räikkönen   | 48     |
| 1 | 4    | Valtteri Bottas  | 40     |
| 1 | 5    | Daniel Ricciardo | 37     |

|   | Poz. | Constructor               | Puncte |
| - | ---- | ------------------------- | ------ |
| 1 | 1    | Ferrari                   | 114    |
| 1 | 2    | Mercedes                  | 110    |
|   | 3    | Red Bull Racing-TAG Heuer | 55     |
|   | 4    | McLaren-Renault           | 36     |
|   | 5    | Renault                   | 35     |